# Néstor Carballo
Néstor Carballo (Montevideo, 1929. március 3. – Salto, 1981. szeptember 22.), uruguayi válogatott labdarúgó.
Az uruguayi válogatott tagjaként részt vett az 1954-es világbajnokságon, illetve az 1953-as és az 1955-ös Dél-amerikai bajnokságon.

## Sikerei, díjai
Nacional
- Uruguayi bajnok (5): 1955, 1956, 1957

Uruguay
- Dél-amerikai bronzérmes (1): 1953

## Külső hivatkozások
- Néstor Carballo – a FIFA adatbázisában
- Néstor Carballo a National-football-teams.com oldalon